# Ковалёв, Александр Иванович
Александр Иванович Ковалёв (26 мая 1934, дер. Мошково, Ивановская Промышленная область — 10 апреля 2017, Палех, Ивановская область) — советский и российский живописец, художник Палехской лаковой миниатюры, член Союза Художников СССР (1968), директор Палехских Ордена «Знак Почёта» художественно-производственных мастерских Художественного Фонда РСФСР (1974—1989).

## Биография
В 1954 году окончил Палехское художественное училище им. М. Горького. Учителя: Иван Петрович Вакуров, Николай Михайлович Зиновьев, Николай Александрович Правдин.
После окончания училища был принят на работу художником в Палехские художественно-производственные мастерские художественного Фонда РСФСР.
С 1974 по 1989 год — директор Палехских ордена «Знак Почёта» художественно-производственных мастерских художественного Фонда РСФСР. За 15 лет руководства коллективом мастерские стали самой успешной организацией во всей системе Союза художников СССР, имели стабильное финансовое положение.
С 1990 по 2000 год — директор Творческой организации «Мастера Палеха».
С 1962 года участник отечественных и зарубежных выставок.
С 1968 года являлся членом Союза художников СССР.
Избирался депутатом Палехского районного совета шести созывов, являлся членом Попечительского совета Российского авторского общества.

## Выставки
Участник международных художественных выставок, проводимых Дирекцией выставок Министерства культуры РСФСР в Канаде, Турции, Польше, Англии, Японии, Италии, коммерческих выставок в США, Испании.
Работы находятся: Государственный музей Палехского искусства (Палех), Государственный Русский музей (Санкт-Петербург), Музей-Заповедник Сергеева Посада (Сергиев Посад), Тюменская картинная галерея (Тюмень), Саратовский музей им. Радищева (Саратов), Саранская картинная галерея (Саранск), Музей Советской армии (Москва), Рязанский художественный музей (Рязань), Таганрогская картинная галерея (Таганрог), Художественный музей (Махачкала, Дагестан), Кировский художественный музей (Киров). В частных коллекциях в России и за рубежом.

## Награды и звания
Награждён Почётной грамотой Президиума Верховного Совета РСФСР (1974), Почётной грамотой Министерства культуры РСФСР (1984), дипломами и Почётными грамотами Союза художников России.
Награждён Медалью «Ветеран труда» (1985).
В 2014 году за заслуги в развитии отечественной культуры и многолетнюю плодотворную деятельность удостоен Благодарности Президента Российской Федерации.

## Семья
- Жена — Надежда Николаевна Ковалёва (урождённая Смирнова) (18.10.1930 — 06.09.2000)
  - Сын — Виктор Ковалёв (род. 18 июля 1957)
    - Внучка — Ольга Ковалёва (в замужестве Семёнова) (род. 2 июля 1979)
    - Внучка — Мария Ковалёва (род. 16 июня 2010)

  - Сын — Николай Ковалёв (род. 2 сентября 1970). Музыкант, лидер группы Сейф
    - Внук — Вячеслав Ковалёв (род. 13 июля 1989). Художник кино и анимации
    - Внук — Матвей Ковалёв (род. 5 января 1991)